# راهوباوات
الراهوباوات (الاسم العلمي: Microbotryomycetes)، طائفة فطور مجهرية من الدعاميات. تضم أربعة رتب. ينضوي تحت تلك الرتب 4 فصائل، و25 جنسًا، و208 نوعًا.